# Antonio Giacone
Antonio Giacone (Sambuca di Sicilia, 25 ottobre 1914 – Sambuca di Sicilia, 19 novembre 1998) è stato un politico italiano.

## Biografia
Viene eletto nelle file del Partito Comunista Italiano alla Camera dei deputati nella II legislatura, dal 1953 al 1958.